# Öregcsertő
Öregcsertő là một thị trấn thuộc hạt Bács-Kiskun, Hungary. Thị trấn này có diện tích 43,06 km², dân số năm 2010 là 843 người, mật độ 20 người/km².